# Kanton Crest

Kanton Crest in het departement Drôme

Crest is een kanton van het Franse departement Drôme, opgericht bij decreet van 20 februari 2014 en in voege vanaf 22 maart 2015. Het kanton bevat delen van de arrondissementen Valence en Die. 

## Gemeenten
- Aouste-sur-Sye
- Autichamp
- Barcelonne
- La Baume-Cornillane
- Beaufort-sur-Gervanne
- Chabrillan
- Châteaudouble
- Cobonne
- Combovin
- Crest
- Divajeu
- Eurre
- Gigors-et-Lozeron
- Grane
- Mirabel-et-Blacons
- Montclar-sur-Gervanne
- Montmeyran
- Montvendre
- Omblèze
- Ourches
- Peyrus
- Piégros-la-Clastre
- Plan-de-Baix
- La Répara-Auriples
- La Roche-sur-Grane
- Suze
- Upie
- Vaunaveys-la-Rochette